# Шюльп (Норторф)
Шюльп (нем. Schülp) — община в Германии, в земле Шлезвиг-Гольштейн.
Входит в состав района Рендсбург-Экернфёрде. Подчиняется управлению Норторфер Ланд. Население составляет 845 человек (на 31 декабря 2010 года). Занимает площадь 9,86 км².